# Corpoyer-la-Chapelle
Corpoyer-la-Chapelle település Franciaországban, Côte-d’Or megyében. Lakosainak száma 37 fő (2022. január 1.). Corpoyer-la-Chapelle Darcey és Frôlois községekkel határos.

## Népesség
A település népességének változása:
| Lakosok száma | 51   | 12   | 28   | 22   | 18   | 25   | 29   | 32   | 34   | 37   |
|               | 1968 | 1982 | 1990 | 2006 | 2013 | 2015 | 2017 | 2019 | 2020 | 2022 |